# New wave
New wave (en español, «nueva ola») es un término global para varios estilos pop rock de fines de la década de 1970 y mediados de la década de 1980, además de ser un estilo musical con vínculos con el punk y ciertos géneros del rock de los años 1970. Inicialmente, al igual que con el posterior rock gótico, la new wave se mantuvo prácticamente análoga al post-punk antes de ramificarse como un género distintamente identificado. Posteriormente engendró subgéneros y fusiones, incluyendo new romantic y rock gótico.
Difiere de otros movimientos con vínculos con la primera ola del punk, ya que presenta características comunes a la música pop, a diferencia del más «artístico» post-punk, aunque incorpora gran parte del sonido y ethos originales del punk rock; mientras que podría decirse que exhibe una mayor complejidad tanto en la música como en la letra. Las características comunes de la música new wave, al margen de sus influencias del punk, incluyen el uso de sintetizadores y producciones electrónicas, la importancia del estilo y las artes, así como una gran cantidad de diversidad.
La new wave es vista como uno de los géneros definitivos de los años 1980. El género se convirtió en un fijo en MTV, y la popularidad de varios artistas de new wave se ha atribuido en parte a la exposición que les fue dada por el canal. A mediados de la década de 1980, las diferencias entre la new wave y otros géneros de la música comenzaron a desdibujarse. Ha disfrutado de un resurgimiento desde la década de 1990, después de un aumento de la "nostalgia" por varios artistas influenciados por el género. Los reavivamientos en la década de 1990 fueron pequeños, pero se hicieron populares desde principios de los 2000. Posteriormente, el género ha influido en una variedad de otros géneros de la música.

## Características
Como estilo musical, la música new wave se caracteriza por ser un tipo de rock con un uso prominente de guitarras, ritmos entrecortados, estructuras de composición stop-and-go, secciones de percusión típicamente intrincadas (a veces con la ayuda de cajas de ritmos), y a menudo una gran dependencia de sintetizadores.
Cabe señalar que el término new wave también se usaba y todavía se usa a veces como sinónimo de synthpop (particularmente el de la década de 1980), especialmente en los Estados Unidos, aunque este uso específico ha caído en gran medida en desuso.

## Historia

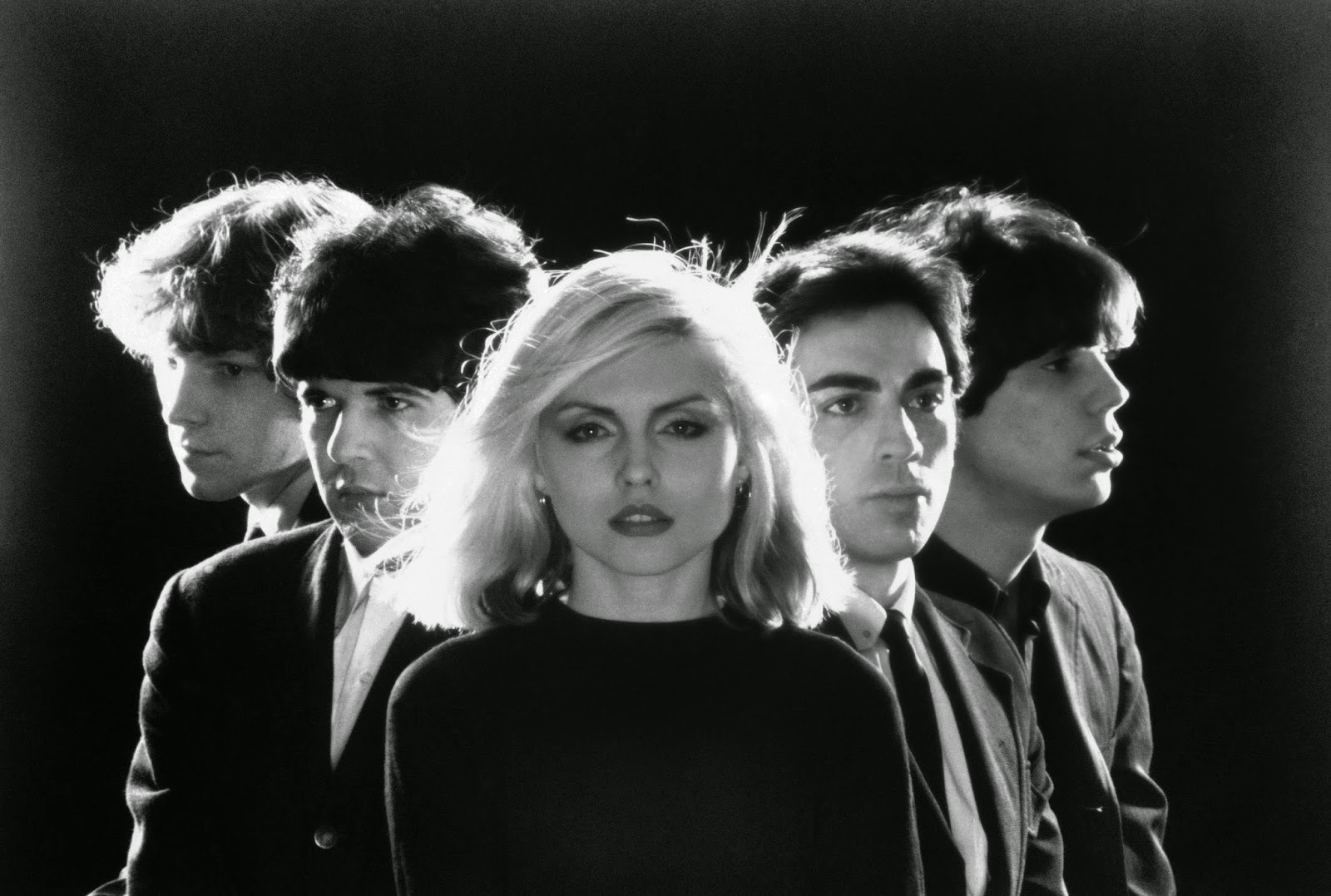
Blondie.

El concepto «new wave» fue el término utilizado por el periodismo, la gente de las discográficas y los programadores radiofónicos para designar a los nuevos sonidos que derivaron del punk y que comenzaban a nacer terminando la década de los años 1970 y la llegada de los años 1980.
El término en sí fue acuñado por Ian Copeland, conocido agente, descubridor de R.E.M. y hermano, además, de Stewart Copeland, el baterista de The Police, banda clave del género; que se convirtió en punto de partida, junto con Squeeze, de la primera nueva ola llegada a los Estados Unidos de la mano de Ian y de Miles Copeland, mánager y jefe de la discográfica IRS. El propio Ian Copeland relata todo esto en su autobiografía Wild Thing.
El final del Punk como alternativa comercial, obligaba a los distintos actores del ambiente musical a buscar alejar cualquier reminiscencia a su legado de rudeza, mensajes directos y escándalos. Por ese motivo fue dejado de lado el término Post punk, y apareció con fuerza el de New wave, que aludía a un movimiento artístico-intelectual, supuestamente parecido al que estaba ocurriendo.
En Estados Unidos, por ejemplo, se dio una dicotomía bastante extraña entre lo que era punk y lo que se consideraba new wave. Dentro del primer estilo se consideraba a bandas como Richard Hell, mientras que en el segundo estaban Blondie y Talking Heads.
Optar por la etiqueta new wave era adquirir un estatus diferente y, además, tener más posibilidades de ser contratado por una multinacional. Así se subieron al carro nuevas agrupaciones como The Cars, The Motels, The Go Go's, Pere Ubu, Jonathan Richman, The B-52's, R.E.M., Devo, X, The Blasters, The Residents y otras tantas más, que habían moldeado su sonido a partir del género punk.
Todo era new wave, y bajo esta premisa, dentro de sus límites caben proyectos tan diferentes como el grupo The Motels o el bizarro art punk de Pere Ubu (que tomó su nombre del personaje de la obra Ubú rey, escrita por el dramaturgo Alfred Jarry a principios del siglo XX.).
Bandas revisionistas del rock como The Blasters eran New wave, pero también lo era el dance punk de estética kitsch de los B-52's.
Sin embargo, con esfuerzo podemos encontrar características que cruzan el estilo y que van más allá de lo meramente musical. Acerca de este último punto, podemos fijarnos en la aparición de la tecnología aplicada al sonido, que se hace instrumento en el sintetizador.
Paralelamente, y en algo que había quedado descuidado con el punk, se hace visible una preocupación constante por el tema estético. La idea era acompañar la música con un concepto visual de fácil identificación.
Para algunos, dichas inclinaciones eran parte de su propia vocación de vida. Por ejemplo David Byrne, Chris Franz y Tina Weymouth (del grupo Talking Heads) se conocieron en la Escuela de Diseño de Rhode Island (Estados Unidos), lugar donde forjaron la idea de formar un grupo musical. Sus inquietudes artístico-intelectuales se reflejaron tanto en su sonido como en su imagen. La preocupación por lo externo era también un signo de una década y del cambio de paradigma que se había gestado hacia el posmodernismo, mutando también lo que antes se entendía como arte.
La new wave inauguraba con sus sonidos creativos y sus melodías innovadoras una nueva década alrededor del mundo, y el Reino Unido no era la excepción. Allí también la heterogeneidad era la regla. Estaba el veloz sonido de los Rezillos (la versión escocesa de los B-52's), el dark/gótico de Joy Division -cuyos integrantes formarían más tarde el grupo de techno New Order, tras el suicidio de su vocalista, Ian Curtis-, el noise-rock de The Pop Group, el new wave-reggae melódico de The Police, el reggae-funk con mensaje feminista de The Slits y el rock gótico de The Cure.
Muchos de estos grupos que pasaron por la música new wave inauguraron nuevas corrientes. The Cure y Joy Division, por ejemplo, se sumaron a otros como Siouxsie And The Banshees para sentar las bases de lo que se conocería como dark wave. En el otro margen del espectro, artistas como Kraftwerk, y poco después Gary Numan, The Human League y Orchestral Manoeuvres in the Dark dieron origen al "synth pop", el cual sería retomado por Depeche Mode, Pet Shop Boys, y otros para su propio trabajo, siendo uno de los puntos de partida del incipiente techno pocos años después, la música industrial y toda la ya reconocida música electrónica de baile que va desde los 1980 en adelante.
Y en la palabra alternativo encontramos el destino de la new wave. Hoy, lo que alguna vez fue new wave es rock alternativo, en otro más de los múltiples usos que se le ha dado al término. Hoy en día, new wave se aplica a los grupos que hacen una relectura del punk de principios de los setenta, y que a finales de esa década no era comercial.

### Reino Unido
Mientras el punk perdía la popularidad alcanzada en 1976 y 1977, todo el Reino Unido fue epicentro de varias formaciones de bandas New wave. Cabe destacar lugares en Inglaterra, como Merseyside, Gran Mánchester, Lancashire, Yorkshire, Bristol y Londres; en Escocia, como Glasgow y Edimburgo; y también en Irlanda del Norte, donde estas agrupaciones se fueron formando. Cada condado, con su respectiva capital, sería el centro de una escena que marcó época en los países británicos.
La raíz de esas bandas New wave fue el punk. Además de que bandas como Sex Pistols o The Clash, visitaran cada lugar del país, también se formaban grupos. En Mánchester, se formaron los Buzzcocks, originalmente una banda punk que fue evolucionando con el tiempo, y cuyos miembros salieron a formar parte de distintas agrupaciones, siendo la más destacada e influencial Magazine, formada por Howard Devoto, quien salió de Buzzcocks a comienzos de 1977; en Liverpool se formaron distintas bandas, no solo influenciadas por Sex Pistols o The Clash, sino también por la banda local Deaf School, saliendo de allí Echo and the Bunnymen y OMD; en Birmingham surgieron grupos mundialmente conocidos como Duran Duran e UB40, y otros solo conocidos en la zona como Fashion y Toyah. De Escocia surgieron artistas importantes, pero muchos de ellos solo a nivel local, como The Skids, Associates u Orange Juice; y otros a nivel mundial, como Midge Ure y Simple Minds. De Gales también salieron bandas importantes, pero no tanto para el mercado de habla hispana como Young Marble Giants y Scritti Politti.

#### Merseyside: Liverpool, Eric's, etc.
Ola musical de Merseyside (punk y new wave): Liverpool, capital del Merseyside, había engendrado a The Beatles hacía casi 20 años. A la separación de sus cuatro integrantes, no volvió a haber otra banda de rock de similar popularidad. Sin embargo, a mediados de los años setenta aparece una banda glam local llamada Deaf School, cuyo miembro, Eric Shark, inaugura un lugar de diversión llamado Eric's Club (El Club de Eric). Allí, músicos como Pete Wylie, Julian Cope, Ian McCulloch, Ian Broudie, Holly Johnson, Bill Drummond, Alan Gill y otros asistirían y formarían sus propias bandas: Cope forma Teardrop Explodes, Wylie forma Wha! y McCulloch Echo And The Bunnymen. Otra banda de la zona fueron Big in Japan.

#### Gran Mánchester: Factory Records, Mánchester
Mánchester, capital del Gran Mánchester, era un sitio considerado aburrido o calmado en comparación con Londres, a pesar de que allí se habían originado grupos; destacando los de rock progresivo, como Barclay James Harvest, un grupo salido de la clase obrera que abunda en esa ciudad, y Van Der Graaf Generator, otro pero compuesto por estudiantes de clase media de la Universidad de Mánchester, una de las más destacadas del país.
En 1975, Howard Devoto y Pete Shelley, dos estudiantes de una escuela politécnica en Bolton, forman el influyente grupo punk Buzzcocks, lo cual en 2001, a Tony Wilson, fundador del sello Factory, le causó declarar que eso significaba que ellos estarían más adelantados que el resto de Mánchester.24 Hour Party People, 2001. Luego de unas pocas giras, en febrero de 1977, Devoto se va de la banda y funda la suya propia, Magazine, la cual influiría a muchos otros grupos y solistas más adelante. Buzzcocks siguió evolucionando en cuanto a estilo hasta su separación en 1981 y su posterior reagrupación en 1989.
Magazine, formada por Howard Devoto, combinaba diferentes estilos como el Krautrock y el punk, haciendo de esta banda una de las primeras New wave en Mánchester. Un sencillo muy reconocido, «Shot by Both Sides», de 1978, que les valió una presentación en Top of the Pops, es uno de los materiales más importantes de esta banda. El estilo de su guitarrista John McGeoch, fallecido en 2004, ha influido mucho en guitarristas como Johnny Marr (The Smiths), Roddy Frame (Aztec Camera) y John Frusciante (Red Hot Chili Peppers).
Sin embargo, después del lanzamiento de su álbum debut, Real Life, la venta de los siguientes discos fueron bajas, separándose en 1981.
Joy Division fue una de las bandas que marcó época en la historia del rock, a pesar de no tener grandes éxitos. Formada por Ian Curtis, el guitarrista Bernard Sumner, el bajista Peter Hook y el baterista Stephen Morris, la banda comenzó como Warsaw y tocando material de sonido más punk. Al firmar su contrato con Factory Records, empiezan a hacer diversas canciones que conformaron parte del repertorio de su historia, un grupo de estas agrupadas en dos álbumes, Unknown Pleasures, en 1979, y Closer, en 1980, ambos producidos por Martin Hannett. Ovacionados en sus conciertos, también experimentaron con sintetizadores, lo que más tarde conformaría un elemento esencial en la agrupación. Pero ese elemento esencial llegó con New Order en 1980, meses más tarde del suicidio de Ian Curtis, quien se colgó a los 23 años, poco antes de una gira en Estados Unidos. Este acontecimiento marcó el fin de Joy Division y su estilo de rock gótico, pero meses más tarde causó que los demás integrantes probaran nuevos horizontes, orientando su música a la electrónica.
Los miembros restantes de Joy Division cambiaron radicalmente su estilo, llamándose New Order, banda que cosechó éxitos en la década de los 80. La música electrónica sería la esencia del grupo, y el guitarrista Bernard Sumner pasaría a la voz.
Muchos de estos grupos que nacieron en Mánchester como The Smiths y Stone Roses llegaron a influenciar más tarde a muchos artistas indie.
Devoto, Joy Division, Magazine y otros serían sus representantes; John Foxx (cantante de Ultravox) y Stuart Adamson (guitarrista de The Skids y cantante de Big Country) también pasaron algún tiempo ahí, aunque el primero lo frecuentaba desde su natal Chorley y el segundo pasó sus primeros años allá.

#### Londres

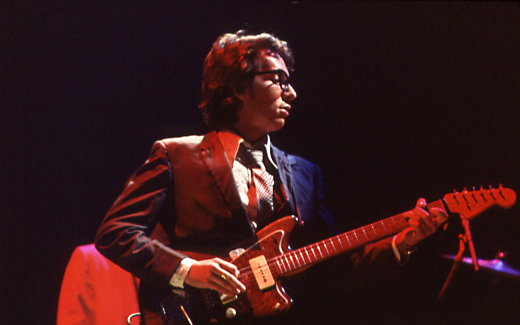
Elvis Costello en 1979

Londres, como capital del país, ciudad central del reino y escena principal de todo espectáculo cultural y artístico británico, daría buena cantidad de bandas y artistas New wave; el exvocalista de los Sex Pistols, John Lydon, fundaría su Public Image Ltd., mientras que nombres como Adam & the Ants, The Cure, Bow Wow Wow, Thomas Dolby, The Buggles, Ian Dury, The Jam, Madness, Gary Numan, Elvis Costello, Duran Duran, Spandau Ballet, Siouxsie And The Banshees Tears For Fears surgirían de Londres o de sus suburbios.

#### Midlands: Birmingham
De la ciudad de Birmingham surgirían Duran Duran y Spandau Ballet como nombres más conocidos, más concretamente en el ámbito new romantic, bandas que alcanzaron masividad más allá de la new wave propiamente dicha.

#### Escocia
Escocia por su parte, originaría nombres muy importantes como Aztec Camera, Orange Juice, Big Country, Simple Minds, Midge Ure o Cocteau Twins, etc.
Grupos como Ultravox, Japan, Magazine, The Human League o XTC eran algo más vanguardistas, y se mantuvieron como nombres de culto, con audiencias menos numerosas.

### Francia
La New wave en Francia, simbolizó una época importante de la música pop gala de los 80. Los principales grupos que destacaron fueron Indochine, Anima, Partenarier Particulier, Luna Parker o Nigara, además de ser epicentro del subestilo Coldwave.

### New wave en los países hispanos
- Argentina. Este género fue liderado por grupos como Soda Stereo, Virus, Fricción, Sumo y solistas como Charly García, Daniel Melero y Miguel Mateos, quienes revolucionaron en gran parte el rock latinoamericano en los 80. Comenzó hacia 1980 durante la época del Proceso de Reorganización Nacional, con la edición del disco "Metegol" y "Televisión" de Raúl Porchetto y tuvo su gran suceso a mediados de los ochenta, pero terminó con las muertes lamentables de Federico Moura de Virus y Miguel Abuelo de Los Abuelos de la Nada, ambos en 1988; y de Luca Prodan de Sumo en 1987 en Buenos Aires.
- Chile. Los Prisioneros fue el grupo más importante, pasando por influencias de punk, new wave y synthpop en sus primeros 3 álbumes. Esta banda fue, junto a la banda Soda Stereo los más contribuyentes de este género en Latinoamérica en la década de los 80. Otra banda importante fue La Ley, que por sus inicios fue una banda new wave a fines de la década de 1980 y principios de los años 1990, con mayor notabilidad en sus primeros 2 discos, desiertos y su primer ep, la ley ep. La primera banda New Wave chilena fue Banda Metro. La Banda Metro nació en los tempranos 80 con John Bidwell en voz, Eric Franklin en batería, Roberto Lee en guitarra y Pepe Aranda en bajo. Poco después surgieron una gran cantidad de bandas como Electrodomésticos, Banda 69, Aterrizaje Forzoso, Primeros Auxilios, Upa!, Aparato Raro, Viena y Valija Diplomática entre otros, que destacaron por ir desde la New Wave convencional al synth pop más vanguardista.
- España. En España la nueva ola surgió en torno a 1978-79 con bandas como Kaka de Luxe, Alaska y los Pegamoides, Radio Futura, Los Secretos, Mamá, Nacha Pop, Los Bólidos, Los Zombies, Paraíso o Aviador Dro. Definida a veces con el término Movida madrileña o "La Movida" a secas, en realidad se extendió por todo el país y dio lugar a lo que también se conoce como "La Edad de Oro del Pop Español". Durante el resto de la década de los 80 surgieron miles de bandas por toda la geografía nacional, influenciadas por los sonidos de la new wave anglosajona, el tecno-pop, el punk, el post-punk, el rock gótico y las nuevas tendencias musicales de la época. Aunque sería imposible mencionar siquiera una mínima parte de ellos en un artículo de estas características, vayan, como ejemplo, los nombres de Loquillo y los Trogloditas, Los Rebeldes, Los Pistones, Alaska y Dinarama, Siniestro Total, Parálisis Permanente, Golpes Bajos, La Mode, Los Ilegales, Gabinete Caligari, Derribos Arias o Glutamato Ye-Yé. Y, ya en un sentido más comercial, Mecano, Olé Olé, La Unión o Tino Casal. No obstante, muchos de estos últimos grupos más comerciales, tuvieron comienzos duros, e influenciados por los demás grupos. Por ejemplo, los integrantes de Mecano, ya estaban componiendo a finales de los 70, sin embargo, no fue hasta finales de 1981, cuando se publicó su primer sencillo, y en 1982 su primer álbum. A partir de 1984-85 muchos de esos grupos alcanzaron un notable éxito de ventas y público en su país, dominando la escena musical y cultural española e, incluso en algunos casos, siendo conocidos en Hispanoamérica.
- Estados Unidos. En Estados Unidos con bandas como La Mafia
- México. La nueva ola vio nacer a bandas como Decibel, Size, Casino Shanghai, Ninot, Pedro y Las Tortugas, Década 2, Dangerous Rhythm (antecedente de Ritmo Peligroso y la primera banda punk mexicana en grabar un disco, Social Germ, en 1979), Frac (integrado por Leoncio Lara, Saúl Hernández y Alfonso André, antes de formar Bon y los Enemigos del Silencio y Caifanes, respectivamente), Las Insólitas Imágenes de Aurora y Kenny y los Eléctricos, por mencionar a algunos.
- Perú. Incluyó nombres como Voz Propia, Lima 13, Cenizas, Cardenales, Dolores Delirio, Miky Gonzales, Bajo sospecha, Textura y en general mucho de lo que se llamó la Movida Subterránea en los principios de los 80.
- Uruguay. Terminada la dictadura se produjo una verdadera eclosión de bandas, la mayoría de corte punk en una reacción similar al Boom español de los 80, pero en menor escala y dentro de los parámetros de la avejentada sociedad uruguaya. Las agrupaciones más recordadas son Los Estómagos (que en realidad son anteriores), Los Vidrios, Traidores, ZERO, Los Tontos, Neoh 23, etc., las cuales tuvieron relativo éxito. Algunas siguen hasta el momento actual.
- Venezuela. El género quedó plasmado principalmente en bandas y solistas como Témpano, PP'S, Melissa, Aguilar, Aditus, Cyan, Sentimiento Muerto, Fuga, y La Seguridad Nacional. Este movimiento terminó con la llegada de los 90' y la disolución de Sentimiento Muerto y La Seguridad Nacional en 1993.

### Países del antiguo Bloque Oriental
- Polonia: En Polonia el movimiento de la "nowa fala" tuvo su auge principalmente en Varsovia y otras ciudades principales, influenciada principalmente por el punk-rock y post-punk británicos, así como por otras agrupaciones del bloque oriental; entre sus principales exponentes se encuentran Siekiera, Republika, Kryzys, Brygada Kryzys,Madame, Socrealizm, 1984, Lech Janerka, Variété, Kult, Bikini, Made in Poland, Obywatel G.C. y Novelty Poland, entre otros.
- Unión Soviética: en la URSS el rock nunca fue muy popular y era considerado por las autoridades como «antisoviético» por lo que el número de bandas de rock nunca fue muy grande y siempre editadas por sellos pequeños (excepto algunas que fueron editadas por Melodiya). Una de las bandas más representativas fue Kinó, grupo liderado por el legendario Víktor Tsoi, fundado a principios de los años 1980 en Leningrado.
- Yugoslavia: era el país socialista más abierto de todos, y donde el rock se desarrolló más tempranamente. La new wave aparece hacia finales de los años 1970 en todas las repúblicas de la federación Yugoslava, donde era conocida como Novi Val o Ноби Талас, y se desarrolla plenamente hacia 1980 con la aparición de bandas como VIS Idoli, Šarlo Akrobata, Azra, Electrični Orgazam, Film, Prljavo Kazalište, Haustor y muchas otras, algunas de las cuales habían evolucionado desde el punk a la Novi Val. Declina hacia 1984 cuando varias bandas comenzaron a evolucionar hacia el rock y pop más convencional (por ejemplo, Azra y Electrični Orgazam) o hacia el rock alternativo (por ejemplo Ekatarina Velika). Es considerada como la «era dorada» del pop y rock en los países que aparecieron tras la desintegración de Yugoslavia.

### New wave electrónico: dark wave, electropop y synth pop

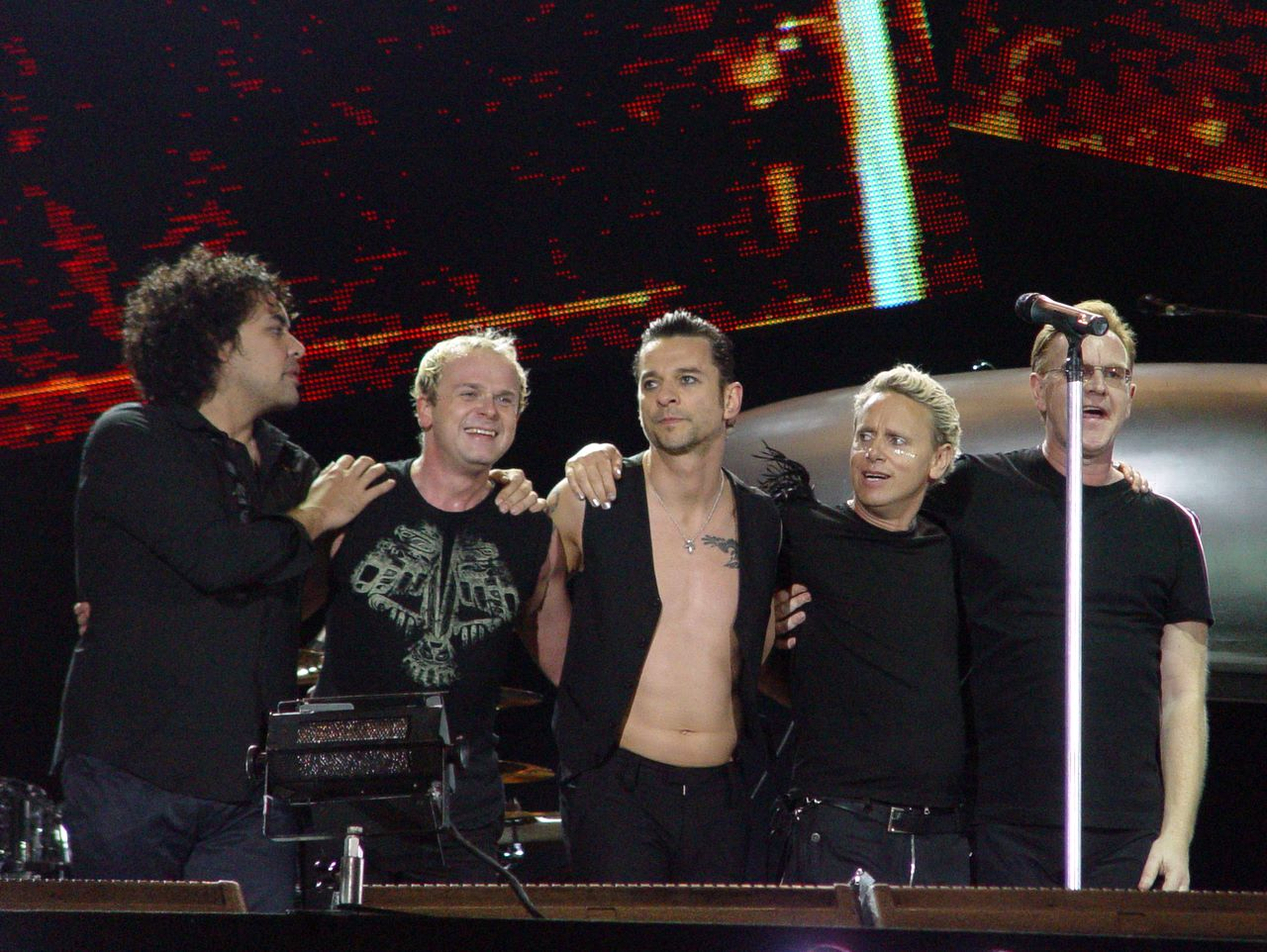
Depeche Mode en concierto.

A partir de 1977, surgieron una serie de grupos que, siguiendo la línea de Kraftwerk, nacieron influidos por la estética sonora y visual de la new wave, y su música se basaba en sonidos programados, secuencias y sintetizadores, como Ultravox, pero con sonidos siniestros, ambientales, sonando ciertamente a post-punk. Eso daría nacimiento a un término que señalaría el ambiente creado por estos nuevos sonidos, dark wave, con bandas como Clan Of Xymox, Dead Can Dance y Cocteau Twins.
Paralelamente devinieron el synth pop y su cruce más pop, el electropop, que apareció por 1981. En esos años se los conoció como tecno-pop. Los representantes más conocidos fueron Gary Numan, The Human League, Depeche Mode, Orchestral Manoeuvres in the Dark (OMD), New Order o Propaganda.
Estos grupos eran definidos como new wave por esos años (pues no era común antes de ellos escuchar a bandas trabajando con pura música electrónica) ya que su estética sonora, su vanguardia y su look emergió dentro de los márgenes (márgenes que luego serían trascendidos) de la new wave.

## Terminología
Las grandes bandas New Wave fueron o son muy trascendentes, como es el caso de Blondie, Duran Duran, The Police, The Clash, The Cars, The Cure, New Order, R.E.M., Depeche Mode, The Smiths, U2 y INXS. Mucha de la música pop de hoy tiene una deuda con ella; la "New Wave", sin duda, marcó una parte importante en la historia del rock contemporáneo y de la música alternativa.
Pero New Wave es en realidad un término ambiguo, siendo todo lo que ocurrió después del punk rock, combinando este género con otros como el ska, reggae, rock progresivo, glam rock, experimental, etc.
Claro que estas influencias marcaron más unas que otras en distintas bandas, pues The Beat y The Cure son New Wave, porque ambas combinaban punk o rock con distintos géneros previos, pero la primera banda combinaba más ska y reggae, por lo que pertenecía al género 2 Tone, mientras que la segunda combinaba más estilos derivados del rock alternativo y post-punk con el New Wave. Simon Reynolds en su libro "Rip It Up and Start Again" describe todos esos grupos como post-punk, porque surgieron después del punk, pero también son llamados New Wave indistintamente.